# Mandinga
Mandinga est un groupe roumain de pop latino, originaire de Bucarest. Il se compose à l'origine de musiciens cubains dont Bárbara Isasi, Alex, Chupi, Bazooka, et Florin Zach.

## Biographie
Le 10 mars 2012, le groupe est choisi pour représenter la Roumanie au Concours Eurovision de la chanson 2012 à Bakou, en Azerbaïdjan avec la chanson Zaleilah. Au final, Mandinga se classe 12e avec 71 points
Au début de l'année 2016, la chanteuse du groupe, Elena Ionescu, quitte la formation. Le 14 mars 2016, Barbara Isasi devient la nouvelle chanteuse du groupe. Les nouvelles chansons sont en anglais et en espagnol, et la musique s'approche du style pop et rhythm and blues avec des influences latines.

## Discographie

### Albums studio
- 2003 : ...de corazón
- 2005 : Soarele meu
- 2006 : Gozalo
- 2008 : Donde
- 2012 : Club de Mandinga